# Lijst van voetbalinterlands Bahama's - Dominicaanse Republiek
Deze lijst van voetbalinterlands is een overzicht van alle officiële voetbalwedstrijden tussen de nationale teams van de Bahama's en de Dominicaanse Republiek. De landen speelden tot op heden een keer tegen elkaar. Dat was een vriendschappelijke wedstrijd op 4 maart 1974 in Santo Domingo.

## Wedstrijden
| № | Plaats        | Datum        | Competitie        | Wedstrijd                         | Uitslag |
| - | ------------- | ------------ | ----------------- | --------------------------------- | ------- |
| 1 | Santo Domingo | 4 maart 1974 | Vriendschappelijk | Dominicaanse Republiek − Bahama's | 2 − 0   |

## Samenvatting
| Competitie        | Totaal gespeeld | Winst Bahama's | Gelijk | Winst Dom. Rep. | Doelsaldo Bahama's – Dom. Rep. |
| ----------------- | --------------- | -------------- | ------ | --------------- | ------------------------------ |
| Vriendschappelijk | 1               | 0              | 0      | 1               | 0 − 2                          |
| Totaal            | 1               | 0              | 0      | 1               | 0 − 2                          |

Wedstrijden bepaald door strafschoppen worden, in lijn met de FIFA, als een gelijkspel gerekend.